# Jiko Luveni
Jiko Fatafehi Luveni (ur. 1946 na Ono-i-Lau, zm. 22 grudnia 2018) – fidżyjska dentystka i polityczka. Pierwsza kobieta przewodnicząca Parlamentowi Fidżi.

## Życiorys

### Młodość, edukacja i kariera zawodowa
Luveni urodziła się w 1946 roku na Ono-i-Lau. Ukończyła żeńską szkołę z internatem Adi Cakobau School oraz szkoły w Lautoce i Suvie.
Studiowała na Uniwersytecie w Sydney, a w 1967 roku jako pierwsza kobieta ukończyła studia ze stomatologii na Fiji School of Medicine (od 2010 roku część Fiji National University) na wyspie Viti Levu. Pracowała jako dentystka do 2008 roku. Była pierwszą dentystką w kraju.

### Działalność polityczna
Po zamachu stanu na Fidżi w 2006 roku dołączyła do administracji Franka Bainimarama. W jego rządzie służyła jako ministra zdrowia oraz ministra ds. opieki społecznej, kobiet i walki z ubóstwem. Była jedyną kobietą w ówczesnym rządzie.
W lipcu 2013 roku zgłosiła chęć startu w wyborach parlamentarnych w 2014 roku z list partii FijiFirst. 26 lipca 2014 roku została ogłoszona jako jedna z kandydatek tej partii. Zdobyła 2 296 głosów. Nie objęła mandatu, decydując się objąć funkcję spikerki Parlamentu Fidżi.
6 października 2014 została wybrana pierwszą w historii spikerką Parlamentu Fidżi oraz pierwszą osobą na tym stanowisku od zamachu stanu w 2006 roku. Została wybrana jednogłośnie.
W sierpniu 2015 roku przewodziła dziesiątej edycji „Meeting of Women Speakers”, zgromadzeniu kobiet przewodniczących parlamentom, w Nowym Jorku. W październiku 2017 roku przewodniczyła obradom 137. zgromadzenia Unii Międzyparlamentarnej w Petersburgu.
26 listopada 2018 roku została wybrana na drugą kadencję jako spikerka parlamentu.

### Poglądy polityczne
Wspierała prawa osób transpłciowych. Zwracała uwagę, że zmiany klimatu nieproporcjonalnie dotkną kobiety. Wspierała prawa kobiet. Wzywała do wdrożenia Celów Zrównoważonego Rozwoju.

### Pozostałe informacje
W latach 2007–2008 była członkinią zarządu fidżijskiej organizacji sportowej Fiji Sports Council. Zrezygnowała z tej funkcji po objęciu roli ministry w rządzie tymczasowym Franka Bainimarama. Jej miejsce zajęła Wainikiti Bogidrau.
W czerwcu 2018 roku została wyróżniona przez Royal Australasian College of Dental Surgeons jako trzecia kobieta w historii tej instytucji (po księżnej Dianie oraz Bernadette Drummond).

### Życie prywatne
Zmarła 22 grudnia 2018 po krótkiej chorobie, kilka dni po swojej reelekcji jako spikerki na drugą kadencję. Jej miejsce 11 lutego 2019 zajął były Prezydent Fidżi Epeli Nailatikau.
Była mężatką. Miała siódemkę dzieci. Została pochowana 29 grudnia 2018 na cmentarzu Lovonilase w Suvie, stolicy kraju.